# Saint-Péver
Saint-Péver (en bretó Sant-Pever) és un municipi francès, situat a la regió de Bretanya, al departament de Costes del Nord. L'any 2006 tenia 355 habitants. Limita amb els municipis de Lanrodec, Plésidy, Ploumagoar, Saint-Adrien i Saint-Fiacre.

## Demografia
| 1962                                       | 1968 | 1975 | 1982 | 1990 | 1999 |
| ------------------------------------------ | ---- | ---- | ---- | ---- | ---- |
| 351                                        | 358  | 329  | 303  | 316  | 328  |
| Des de 1962: població sense dobles comptes |      |      |      |      |      |

## Administració
| Període         | Identitat          | Partit |
| --------------- | ------------------ | ------ |
| 1995-2001       | Francis Le Négaret |        |
| 2001-2008       | Henri Le Guenniou  |        |
| març- des. 2008 | Michel Begat       |        |
| 2009-           | Jean Jourden       |        |